# Lueheopsis rugosa
Lueheopsis rugosa là một loài thực vật có hoa trong họ Cẩm quỳ. Loài này được (Pulle) Burret mô tả khoa học đầu tiên năm 1927.